# Paizay-le-Sec
Paizay-le-Sec is een gemeente in het Franse departement Vienne (regio Nouvelle-Aquitaine) en telt 410 inwoners (2004). De plaats maakt deel uit van het arrondissement Montmorillon.

## Geografie
De oppervlakte van Paizay-le-Sec bedraagt 33,4 km², de bevolkingsdichtheid is 12,3 inwoners per km².
De onderstaande kaart toont de ligging van Paizay-le-Sec met de belangrijkste infrastructuur en aangrenzende gemeenten.

## Demografie
Onderstaande figuur toont het verloop van het inwonertal (bron: INSEE-tellingen).